# Timothée Taufflieb
Pour les articles homonymes, voir Taufflieb.
Timothée Taufflieb, né le 1er décembre 1992 à Colombes, est un footballeur français qui joue actuellement au poste de milieu de terrain à l'Union du Football mâconnais.

## Carrière
Né à Colombes, formé au FCFPB,, le club de Franconville (Val-d'Oise), Timothée Taufflieb rejoint le PSG en 2013 pour évoluer avec dans l'équipe 3 du club. Après une saison 2013-2014 en DH, il commence l'année suivante dans le même championnat, un début tonitruent de saison en marquant dix buts en trois matchs ; ce qui lui vaut d'être appelé par l'entraîneur de l'équipe réserve évoluant en CFA. Parallèlement, il travaille dans un hôpital de sa commune natale pour « gagner sa vie ». À l'issue de la saison, il termine meilleur buteur de CFA, et le PSG lui propose de signer un contrat professionnel.
En juillet 2015, il paraphe un contrat professionnel d'un an avec le club parisien. Le 9 avril 2016, il est convoqué pour la première fois dans le groupe de l'équipe première, lors d'un déplacement à Guingamp. Le 16 avril 2016, portant le numéro 36, il remplace Gregory van der Wiel à la fin d'un match de Ligue 1 face à Caen,. Cette entrée en jeu lui permet d'inscrire le titre de champion de France à son palmarès,,.
Après avoir obtenu ce titre, le joueur rejoint la Normandie et s'engage à l'US Quevilly-Rouen Métropole, avec laquelle il obtient l'accession en Ligue 2 à l'issue de la saison de National 2016-2017.
À l'été 2019, le joueur rejoint Villefranche Beaujolais.

## Statistiques
| Saison                | Club                    | Championnat           | Championnat | Championnat | Coupe nationale | Coupe nationale | Coupe de la Ligue | Coupe de la Ligue | Total | Total |
| Saison                | Club                    | Division              | M.          | B.          | M.              | B.              | M.                | B.                | M.    | B.    |
| 2015-2016             | Paris SG                | Ligue 1               | 1           | 0           | -               | -               | -                 | -                 | 1     | 0     |
| Sous-total            | Sous-total              | Sous-total            | 1           | 0           | -               | -               | -                 | -                 | 1     | 0     |
| 2016-2017             | US Quevilly-Rouen       | National              | 31          | 5           | 4               | 1               | -                 | -                 | 35    | 6     |
| 2017-2018             | US Quevilly-Rouen       | Ligue 2               | 30          | 2           | -               | -               | -                 | -                 | 30    | 2     |
| 2018-2019             | US Quevilly-Rouen       | National 1            | 29          | 3           | -               | -               | 1                 | 0                 | 30    | 3     |
| Sous-total            | Sous-total              | Sous-total            | 90          | 10          | 4               | 1               | 1                 | 0                 | 95    | 11    |
| 2019-2020             | Villefranche Beaujolais | National 1            | 24          | 4           | 2               | 0               | -                 | -                 | 26    | 4     |
| 2020-2021             | Villefranche Beaujolais | National 1            | 33          | 3           | -               | -               | -                 | -                 | 33    | 3     |
| 2021-2022             | Villefranche Beaujolais | National 1            | 33          | 1           | 1               | 0               | -                 | -                 | 34    | 1     |
| 2022-2023             | Villefranche Beaujolais | National 1            | 29          | 2           | 1               | 0               | -                 | -                 | 30    | 2     |
| Sous-total            | Sous-total              | Sous-total            | 119         | 10          | 4               | 0               | -                 | -                 | 123   | 10    |
| 2023-2024             | UF Mâconnais            | National 2            | 10          | 0           | 1               | 0               | -                 | -                 | 11    | 0     |
| Total sur la carrière | Total sur la carrière   | Total sur la carrière | 220         | 20          | 9               | 1               | 1                 | 0                 | 230   | 21    |

## Palmarès
Il est Champion de France en 2016 avec le Paris Saint-Germain en participant à une rencontre. Il est également vice-champion de France de National en 2017 avec l'US Quevilly-Rouen.